# سنی مایولو
سنی مایولو (انگلیسی: Senny Mayulu؛ زادهٔ ۱۷ مهٔ ۲۰۰۶) بازیکن فوتبال اهل فرانسه است که در پست هافبک میانی برای باشگاه فوتبال پاری سن ژرمن در لیگ ۱ فرانسه بازی می‌کند. 
از باشگاه‌هایی که در آن بازی کرده‌است می‌توان به باشگاه فوتبال پاری سن ژرمن اشاره کرد. 
وی همچنین در تیم های ملی فوتبال زیر ۱۸ سال، زیر ۱۹ سال و زیر ۲٠ سال فرانسه بازی کرده است.